# Distrito de Koderma
Koderma (en hindi; कोडरमा जिला) es un distrito de la India en el estado de Jharkhand. Código ISO: IN.JK.KO.
Comprende una superficie de 1 312 km².
El centro administrativo es la ciudad de Koderma.

## Demografía
Según censo 2011 contaba con una población total de 717 169 habitantes, de los cuales 349 217 eran mujeres y 367 952 varones.